# Olympische Sommerspiele 1972/Leichtathletik – 110 m Hürden (Männer)
Der 110-Meter-Hürdenlauf der Männer bei den Olympischen Spielen 1972 in München wurde am 3., 4. und 7. September 1972 im Münchner Olympiastadion ausgetragen. 39 Athleten nahmen daran teil.
Olympiasieger wurde der US-Amerikaner Rod Milburn, der im Finale einen neuen Weltrekord lief. Er gewann vor dem Franzosen Guy Drut und Thomas Hill aus den USA.
Für die Bundesrepublik Deutschland – offiziell Deutschland – starteten Eckart Berkes, Günther Nickel und Manfred Schumann, der später bei den Winterspielen von Innsbruck 1976 eine Silber- und eine Bronzemedaille im Bobfahren gewann. Berkes und Schumann schieden im Vorlauf aus, Nickel im Halbfinale.

Die DDR wurde durch Frank Siebeck vertreten, der im Finale auf Platz fünf einlief.

Der Schweizer Beat Pfister schied in der Vorrunde aus.

Läufer aus Österreich und Liechtenstein nahmen nicht teil.

## Rekorde

### Bestehende Rekorde
| Weltrekord         | 13,2 s | Martin Lauer ( BR Deutschland) | Zürich, Schweiz                    | 7. Juli 1959     |
| Weltrekord         | 13,2 s | Lee Calhoun ( USA)             | Bern, Schweiz                      | 21. August 1960  |
| Weltrekord         | 13,2 s | Earl McCullouch ( USA)         | Minneapolis, USA                   | 16. Juli 1967    |
| Weltrekord         | 13,2 s | Willie Davenport ( USA)        | Zürich, Schweiz                    | 4. Juli 1969     |
| Olympischer Rekord | 13,3 s | Ervin Hall ( USA)              | Halbfinale OS Mexiko-Stadt, Mexiko | 16. Oktober 1968 |
| Olympischer Rekord | 13,3 s | Willie Davenport ( USA)        | Finale OS Mexiko-Stadt, Mexiko     | 17. Oktober 1968 |

### Rekordegalisierungen / -verbesserungen
Die Siegerzeit des US-amerikanischen Olympiasiegers Rod Milburn im Finale am 7. September stellte in dreifacher Hinsicht einen Rekord dar:
- Verbesserung des handgestoppten olympischen Rekords um eine Zehntelsekunde auf 13,2 s
- Egalisierung des handgestoppten Weltrekords von 13,2 s
- Aufstellung des ersten offiziellen elektronischen Weltrekords von 13,24 s

## Durchführung des Wettbewerbs
Die Athleten traten am 3. September zu insgesamt fünf Vorläufen an. Die jeweils drei Laufbesten – hellblau unterlegt – sowie der nachfolgend Zeitschnellste – hellgrün unterlegt – erreichten das Halbfinale am 4. September. Hier qualifizierten sich die vier Laufbesten – wiederum hellblau unterlegt – für das Finale, das am 7. September stattfand.

## Zeitplan
3. September, 10:00 Uhr: Vorläufe

4. September, 14:30 Uhr: Halbfinale

7. September, 16:00 Uhr: Finale

## Vorrunde
Datum: 3. September 1972, ab 10:00 Uhr

### Vorlauf 1
Wind: +0,4 m/s
| Platz | Name                  | Nation         | Zeit    |
| ----- | --------------------- | -------------- | ------- |
| 1     | Frank Siebeck         | DDR            | 13,83 s |
| 2     | Willie Davenport      | USA            | 13,97 s |
| 3     | Leszek Wodzyński      | Polen          | 14,03 s |
| 4     | Eckart Berkes         | BR Deutschland | 14,14 s |
| 5     | Adeola Aboyade-Cole   | Nigeria        | 14,16 s |
| 6     | Arnaldo Bristol       | Puerto Rico    | 14,61 s |
| 7     | Ishtiaq Mubarak       | Malaysia       | 14,78 s |
| 8     | Muhammad Ahmed Bashir | Pakistan       | 15,38 s |

### Vorlauf 2
Wind: −1,6 m/s
| Platz | Name               | Nation         | Zeit    |
| ----- | ------------------ | -------------- | ------- |
| 1     | Thomas Hill        | USA            | 13,62 s |
| 2     | Berwyn Price       | Großbritannien | 13,94 s |
| 3     | Günther Nickel     | BR Deutschland | 13,95 s |
| 4     | Mirosław Wodzyński | Polen          | 14,02 s |
| 5     | Wiktor Mjasnikow   | Sowjetunion    | 14,13 s |
| 6     | Bo Forssander      | Schweden       | 14,56 s |
| 7     | Alberto Matos      | Portugal       | 14,74 s |
| 8     | Lee Chung-ping     | Taiwan         | 14,98 s |

### Vorlauf 3

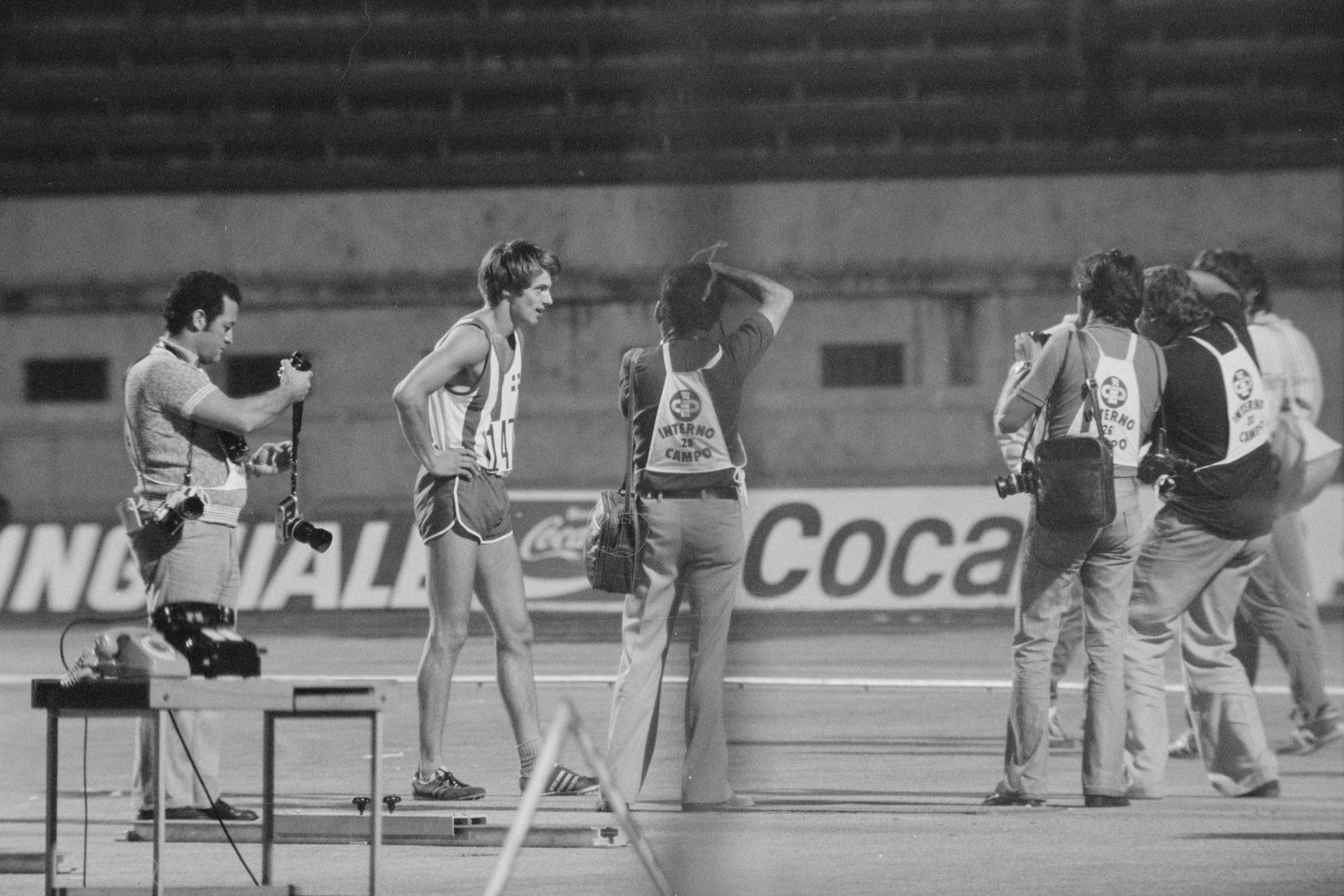
Jesper Tørring – 1974 Europameister im Hochsprung – erreichte als Fünfter des dritten Vorlaufs nicht das Semifinale

Wind: −0,7 m/s
| Platz | Name              | Nation           | Zeit    |
| ----- | ----------------- | ---------------- | ------- |
| 1     | Rod Milburn       | USA              | 13,57 s |
| 2     | Lubomír Nádeníček | Tschechoslowakei | 13,93 s |
| 3     | Richard McDonald  | Kanada           | 14,36 s |
| 4     | Danny Smith       | Bahamas          | 14,46 s |
| 5     | Jesper Tørring    | Dänemark         | 14,50 s |
| 6     | Mal Baird         | Australien       | 14,55 s |
| 7     | Simbara Maki      | Elfenbeinküste   | 14,59 s |
| DSQ   | Giuseppe Buttari  | Italien          |         |

### Vorlauf 4
Wind: +0,4 m/s
| Platz | Name                   | Nation         | Zeit    |
| ----- | ---------------------- | -------------- | ------- |
| 1     | Marco Acerbi           | Italien        | 13,99 s |
| 2     | Marek Jóźwik           | Polen          | 14,06 s |
| 3     | Alan Pascoe            | Großbritannien | 14,08 s |
| 4     | Abdoulaye Sarr         | Senegal        | 14,12 s |
| 5     | Manfred Schumann       | BR Deutschland | 14,13 s |
| 6     | Beat Pfister           | Schweiz        | 14,33 s |
| 7     | Moreldin Mohamed Hamdi | Sudan          | 15,80 s |
| DNF   | Alejandro Casañas      | Kuba           |         |

### Vorlauf 5
Wind: +0,7 m/s

| Platz | Name            | Nation           | Zeit    |
| ----- | --------------- | ---------------- | ------- |
| 1     | Guy Drut        | Frankreich       | 13,78 s |
| 2     | Sergio Liani    | Italien          | 13,95 s |
| 3     | Petr Čech       | Tschechoslowakei | 14,04 s |
| 4     | Godfrey Murray  | Jamaika          | 14,16 s |
| 5     | Loránd Milassin | Ungarn           | 14,21 s |
| 6     | David Wilson    | Großbritannien   | 14,31 s |
| 7     | Tony Nelson     | Kanada           | 14,73 s |

## Halbfinale
Datum: 4. September 1972, ab 14:30 Uhr

### Lauf 1
Wind: +1,2 m/s
| Platz | Name               | Nation           | Zeit    |
| ----- | ------------------ | ---------------- | ------- |
| 1     | Thomas Hill        | USA              | 13,47 s |
| 2     | Guy Drut           | Frankreich       | 13,49 s |
| 3     | Leszek Wodzyński   | Polen            | 13,81 s |
| 4     | Petr Čech          | Tschechoslowakei | 13,82 s |
| 5     | Sergio Liani       | Italien          | 13,90 s |
| 6     | Richard McDonald   | Kanada           | 14,22 s |
| 7     | Berwyn Price       | Großbritannien   | 14,37 s |
| 8     | Mirosław Wodzyński | Polen            | 14,63 s |

### Lauf 2

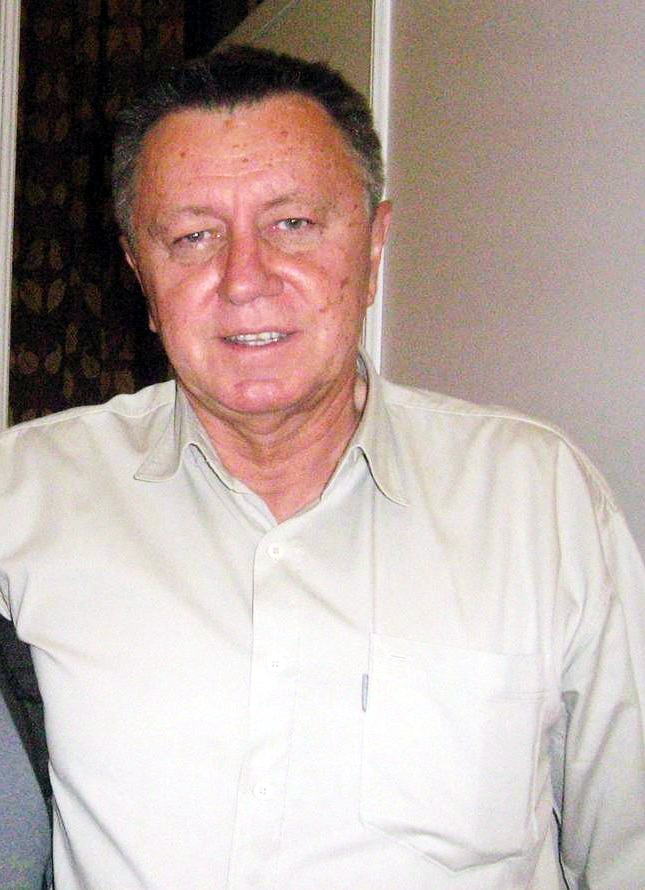
Marek Jóźwik (hier im Jahr 2008) – ausgeschieden als Fünfter des zweiten Halbfinals

Wind: ±0,0 m/s
| Platz | Name              | Nation           | Zeit    |
| ----- | ----------------- | ---------------- | ------- |
| 1     | Rod Milburn       | USA              | 13,44 s |
| 2     | Frank Siebeck     | DDR              | 13,58 s |
| 3     | Willie Davenport  | USA              | 13,73 s |
| 4     | Lubomír Nádeníček | Tschechoslowakei | 13,89 s |
| 5     | Marek Jóźwik      | Polen            | 14,06 s |
| 6     | Günther Nickel    | BR Deutschland   | 14,23 s |
| 7     | Alan Pascoe       | Großbritannien   | 14,24 s |
| 8     | Marco Acerbi      | Italien          | 14,45 s |

## Finale
Datum: 7. September 1972, 16:00 Uhr
Wind: +0,3 m/s
| Platz | Name              | Nation           | Zeit    | Anmerkung        |
| ----- | ----------------- | ---------------- | ------- | ---------------- |
| 1     | Rod Milburn       | USA              | 13,24 s | WRel / WRhe / OR |
| 2     | Guy Drut          | Frankreich       | 13,34 s |                  |
| 3     | Thomas Hill       | USA              | 13,48 s |                  |
| 4     | Willie Davenport  | USA              | 13,50 s |                  |
| 5     | Frank Siebeck     | DDR              | 13,71 s |                  |
| 6     | Leszek Wodzyński  | Polen            | 13,72 s |                  |
| 7     | Lubomír Nádeníček | Tschechoslowakei | 13,76 s |                  |
| 8     | Petr Čech         | Tschechoslowakei | 13,86 s |                  |

Der US-Läufer Rod Milburn war der Topfavorit. Der US-Meister war bis zur Olympiaausscheidung seit 1971 unbesiegt und hatte in 27 aufeinanderfolgenden Finals gewonnen. Bei den US Trials jedoch qualifizierte er sich nur knapp für München – auf Platz drei hinter Thomas Hill und Willie Davenport.
Das Finale gewann der hier wiedererstarkte Rod Milburn mit dem ersten offiziell elektronisch gestoppten Weltrekord in dieser Disziplin. Der Olympiasieger von 1968 Willie Davenport lag bis zur achten Hürde auf Silbermedaillenkurs, wurde jedoch vom Franzosen Guy Drut und dem US-Amerikaner Thomas Hill abgefangen.
Die handgestoppten Rekorde wurden noch bis Ende 1976 in den offiziellen Listen geführt. Danach hatte Rod Milburn den bestehenden Weltrekord mit 13,2 s eingestellt. Er war der fünfte Hürdensprinter, der diese Zeit erreichte.
Im siebzehnten olympischen Finale errang Rod Milburn den fünfzehnten US-Sieg. Es war der neunte Erfolg für die USA in Folge und zusammen mit Thomas Hills Bronzemedaille die insgesamt 39. von fünfzig Medaillen – 1896 hatte es keinen dritten Platz gegeben.

Guy Drut war der erste französische Medaillengewinner in dieser Disziplin.

## Video
- 1972 Munich Olympics 110m Hurdles Semis, youtube.com, abgerufen 29. September 2021